# Otogizōshi (Anime)
Otogizōshi (jap. お伽草子) ist eine Anime-Fernsehserie des japanischen Studios Production I.G. Die Serie wurde auch als Manga umgesetzt.

## Handlung

### Heian-Episoden
Im Japan der Heian-Zeit im Jahr 972 lebt der Hof von Kyoto abgeschottet vom Rest des Volkes. Die Bevölkerung hungert und die Krieger des Reiches gewinnen an Macht. Laut dem Propheten Abe no Seimei (安倍 晴明) soll nun durch eine magische Zeremonie die Macht der Hauptstadt wiederhergestellt werden. Dazu müssen fünf Magatama gesammelt werden, die jeweils die Elemente Feuer, Wasser, Holz, Metall und Erde symbolisieren. Der Krieger Minamoto no Raikō (源 頼光) soll nun diese Schmuckstücke sammeln. Die Magatama für Holz und Metall sind bereits gefunden, doch Raikō ist schwer krank.
Nun soll seine Schwester Minamoto no Hikaru (源 光) an seiner statt die Magatama suchen, um die Ehre der Familie zu retten. Sie wird als Raikō verkleidet und gemeinsam mit Watanabe no Tsuna (渡辺 綱) auf die Suche geschickt. Bei der Suche nach dem Magatama der Erde treffen sie auf den Schürzenjäger Usui Sadamitsu (碓井 貞光). Dieser hilft ihnen, das Magatama zu erlangen und bleibt fortan ihn ihrer Seite. Doch als sie mit dem Talisman zurückkehren, ist Raikō bereits verstorben. Nun muss Hikaru weiterhin seine Rolle einnehmen und die anderen beiden Magatama sammeln. Bei der weiteren Suche schließen sich ihnen die Chemiebegabte Urabe no Suetake (卜部 季武) und der starke und gefräßige Junge Kintarō (金太郎) an. Auf ihren Reisen verliebt sie sich in den Sarugakushi Mansairaku (万歳楽). So gelingt es ihnen bald, auch das Wasser-Magatama zu finden.
Doch das Feuer-Magatama kann sie dem Feldherr Shutendōji (酒呑童子) nicht abringen und so kehrt sie ohne dieses nach Kyoto zurück. Sie berichtet am Hof, dass Shutendōji die Stadt angreifen will, doch schenkt man ihr keinen Glauben. So tritt sie dem Feldherren gemeinsam mit ihren Freunden, außer Urabe, entgegen. Währenddessen findet Urabe heraus, dass Seimei mit den Magatame die Stadt nicht retten, sondern zerstören, will. So stiehlt sie das Magatama des Feuers von Hikaru, die es Shutendōji abringen konnte, damit es nicht in die Hände Seimeis gelangt. Daraufhin flüchtet sie von Hof, um das Schmuckstück in Sicherheit zu bringen und Hikaru zu warnen. Doch wird sie von Seimeis Diener Matsumushi ermordet.
Als Hikaru sich schließlich Seimei entgegenstellt, kommt heraus, dass dieser ihre Liebe Mansairaku ist. Daher bringt sie es nicht über sich, ihn zu töten und Mansairaku kann die Zeremonie zur Zerstörung der Stadt beginnen. Doch kann sie durch Zufall das Magatama des Feuers zerbrechen, sodass der Zauber beendet wird. Dabei sterben aber beide und die Zerstörung der Stadt überleben nur Sadamitsu und Kintarō.

### Tokio-Episoden
Im modernen Tokio leben die Wiedergeburten von Hikaru und Tsuna unter einem Dach. Hikaru ist auf der Suche nach ihrem verschollenen Bruder Raikō und besitzt einen Teil des zerbrochenen Feuer-Magatamas. Bald geschehen immer mehr seltsame Ereignisse um sie, die von dem Magatama-Bruchstück ausgelöst werden. Denn der Zauber aus der Heian-Zeit ist noch immer aktiv und bedroht nun Tokio. Mit der Unterstützung ihrer Freunde und Mansairaku, der sich als Beschützer der Stadt versteht und den Zauber beenden will, versucht Hikaru, den Magatama des Feuers wieder zusammenzusetzen. So kann sie den Zauber beenden, und Tokio entgeht der Zerstörung.

## Konzeption und Stil
Die zwei Teile der Serie machen jeweils eine Hälfte, 13 Folgen, aus.
Im Anime treten auch mehrere historische Persönlichkeiten auf, so Abe no Seimei und Minamoto no Raikō. Auch die Freunde Hikarus sind Personen entlehnt, die unter Minamoto no Raikō kämpften. Der Titel des Werks, Otogizōshi, bezeichnet eine Sammlung von 23 Geschichten aus dem japanischen Mittelalter, die ab 1891 unter diesem Namen veröffentlicht wurden.
Die Zeichnungen sind im Stil japanischer Tuschegemälde gehalten, die Farben sind durchscheinend. Im Hintergrund werden viele dunkle Töne verwendet, bei den Charakteren herrscht der Kontrast zwischen der schwach getönten Haut und dunklen Haaren sowie Augen vor. In Kampfszenen wurde auch häufig mit Standbildern gearbeitet.

## Anime
Die Anime-Fernsehserie wurde 2004 vom Studio Production I.G unter der Regie von Mizuho Nishikubo produziert. Das Charakter-Design stammt von Shō Tajima und Kazuchika Kise, künstlerischer Leiter war Shichiro Kobayashi. Die Serie wurde in Japan ab dem 6. Juli 2004 auf dem Sender Nippon TV erstmals ausgestrahlt.
Animax asia strahlte den Anime auf Englisch aus. Außerdem erschien er in den USA, Großbritannien und Australien auf DVD. Des Weiteren wurde die Serie auf Russisch, Koreanisch und Tagalog übersetzt.

### Synchronisation
| Rolle              | Japanischer Synchronsprecher (Seiyū) |
| ------------------ | ------------------------------------ |
| Minamoto no Hikaru | Fumie Mizusawa                       |
| Abe no Seimei      | Kan Tokumaru                         |
| Watanabe no Tsuna  | Kenta Miyake                         |
| Urabe no Suetake   | Kumi Sakuma                          |
| Mansairaku         | Shin’ichirō Miki                     |
| Kintarō            | Wasabi Mizuta                        |

### Musik
Die Musik der Fernsehserie wurde komponiert von Hideki Taniuchi und Kenji Kawai. Die Vorspanntitel Zen und Ashita wa Kyou to Onaji Mirai stammen von Attack Haus und Gomes the Hitman. Als Abspannlieder verwendete man Hoshi ni Negai o und Cry Baby von Chieko Kawabe.

## Manga
Der Manga zur Serie wurde gezeichnet von Narumi Seto und erschien ab August 2004 im Manga-Magazin Comic Blade des Verlags Mag Garden. Die Reihe wurde auch in zwei Tankōbon zusammengefasst.
Die Reihe erschien auf Englisch bei Madman Entertainment in Australien und bei Tokyopop in den USA.

## Rezeption
Die Fachzeitschrift MangasZene schreibt, die Serie hätte große Ähnlichkeit mit Juuni Kokki durch den historischen Schauplatz und die Anspielungen auf Legenden und Persönlichkeiten der Geschichte. Humor sei selten und durch Intrigen und Darstellungen der Probleme des Volkes werde ein düsteres Licht auf die damalige Zeit geworfen.
Die Optik der Serie übertreffe die gute Handlung und Charakterentwicklung. Der Stil unterstreiche die Trostlosigkeit des Schicksals der Menschen. Das Charakter-Design sei dazu passend mit zart getönter Haut, starken Kontrasten und gefühlvollen Augen. Die Farben seien harmonisch und Blutrot der knalligste Ton. Die Animation sei flüssig, nur die Standbilder in Kampfszenen würden diese zu statisch wirken lassen. Besonders die Schlussszenen der Episoden wirkten sehr stimmungsvoll.